# Fuzil Wänzl

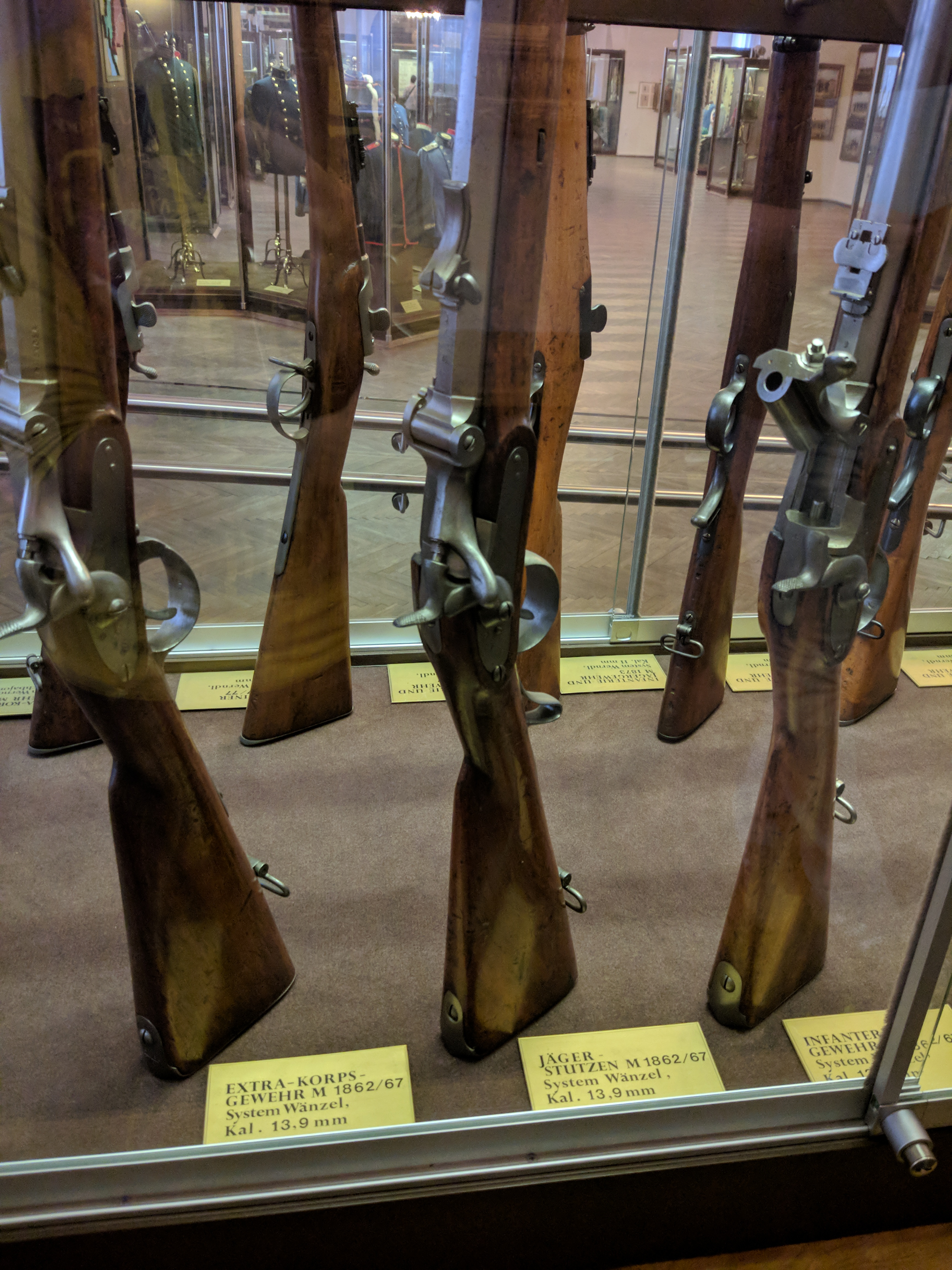
Vários fuzis Wänzl

O fuzil Wänzl ou Wänzel foi uma conversão de retrocarga dos fuzis Lorenz M1854 e M1862. O Império Austro-Húngaro usou o Wänzel como seu fuzil de serviço até que eles tivessem fuzis Werndl-Holub M1867 suficientes para armar as forças armadas.
O fuzil era uma arma de retrocarga de bloco ascendente com câmara para o cartucho de fogo circular 14×33mm Wänzel. Os austríacos converteram um total de 70.000 mosquetes Lorenz em Wänzels.